# Ramon Torres
Ramon Torres (Bago, 12 juni 1891 - ?) was een Filipijns politicus. 

## Biografie
Ramon Torres werd geboren op 12 juni 1891 in Bago in de Filipijns provincie Negros Occidental. Hij voltooide zijn middelbareschoolopleiding aan de Ateneo de Manila University en behaalde in 1909 aan dezelfde onderwijsinstelling Bachelor of Arts-diploma. Aansluitend studeerde hij rechten. In 1914 voltooide hij een bachelor-opleiding aan de University of Santo Tomas. Nadien werkte hij in de krantenwereld. Hij was werkzaam voor Consolidacion Nacional. Ook was hij onder meer redacteur van El Debate.
Torres werd drie maal namens het 2e kiesdistrict van Negros Occidental gekozen in het Filipijns Huis van Afgevaardigden. Bij de verkiezingen van 1925 won hij een eerste termijn tot 1927. Bij verkiezingen van 1931 slaagde hij er opnieuw in deze zetel te veroveren. In 1934 werd hij herkozen. Deze laatste termijn eindigde het jaar erop voortijdig toen het Filipijnse Congres werd opgeheven na de ratificatie van de Filipijnse Grondwet en het parlement verderging als een eenkamerig orgaan. Hij zelf werd echter al in 1934 door de Amerikaanse gouverneur-generaal van de Filipijnen benoemd tot minister van arbeid.
Bij de verkiezingen van 1941 werd Torres gekozen in de Senaat van de Filipijnen. Dit 2e Congres van de Filipijnse Gemenebest zou echter pas na de Japanse bezetting, in 1945 in zitting gaan. Bij de verkiezingen van 1946 werd hij opnieuw gekozen in de Senaat met een termijn tot 1951. 

### Boeken
- Miguel R. Cornejo (1939) Cornejo's Commonwealth directory of the Philippines, Encyclopedic ed., Manilla
- Zoilo M. Galang (1958) Encyclopedia of the Philippines, 3 ed. Vol XVII., E. Floro, Manilla
- Remigio Agpalo, Bernadita Churchill, Peronilla Bn. Daroy en Samuel Tan (1997), The Philippine Senate, Dick Baldovino Enterprises

### Websites
- Online Roster of Philippine Legislators, website Filipijns Huis van Afgevaardigden (geraadpleegd op 27 juli 2015)
- List of Previous Senators, website Senaat van de Filipijnen (geraadpleegd op 27 juli 2015)